# 中部大学校
中部大学校（チュンブだいがっこう）は大韓民国忠清南道錦山郡と京畿道高陽市に所在する4年制私立大学である。専任教員617名、院生1373名、学部生8086名。国際化と情報化に力を入れ、実学を特色とする。

## 概要
大学本部を忠清南道錦山郡秋富面と京畿道高陽市徳陽区に置する。日本の学部に相当する社会科学大学、警察警護大学、観光保健大学、工科大学、芸術体育大学の5ヵ単科大学で57ヵ学科があり。警察行政学科、警察法学科、観光経営学科、ホテル経営学科、ホテル外食産業学科、航空サービス学科、看護学科など制服を着る学科を特色とする。大学院課程もある。中国延辺朝鮮族自治州の延辺大学や日本の函館大学、九州情報大学など9ヶ国、29大学と姉妹校提携がある。

## 沿革
1984年2月中部神学校として認可され、同年12月中部社会産業学校に校名改称、1993年2月28日同校を廃校し、同年3月1日に中部大学として開校した。1995年3月1日に中部大学校と改称。

## 組織

### 社会科学大学
- 韓国語学科
- 英語科
- 中国学科
- 都市行政学科
- 文献情報学科
- 新聞放送学科
- 広告弘報学科
- エンターテインメント学科
- 保健行政学科
- 老人福祉学科
- 社会福祉学科
- 経営学科
- 中国通商学科
- 物流流通管理学科
- 放送映像学科
- 乳児教育科（師範系列）
- 乳児特殊教育科（師範系列）
- 初等特殊教育科（師範系列）
- 中等特殊教育科（師範系列）

### 警察警護大学
- 警察行政学科
- 警察法学科
- 警察警護学科

### 観光保健大学
- ホテル経営学科
- ホテル外食産業学科
- 観光経営学科
- 航空サービス学科
- 韓方製薬科学科
- 韓方健康管理学科
- 食品栄養学科
- 食品生命科学科
- 化粧品科学科
- 看護学科
- 物理治療学科
- 愛玩動物資源学科

### 工科大学
- 建築工学科
- 建築デザイン学科
- 土木工学科
- 環境造景学科
- コンピューター学科
- ゲーム学科
- 情報保護学科
- 情報通信学科
- 自動車管理学科
- 電気電子工学科
- 印刷メディア学科

### 芸術体育大学
- 産業デザイン学科
- インテリア学科
- 漫画・アニメーション学科
- ファッションデザイン学科
- 写真映像学科
- 演劇映画学科
- 美容扮裝学科
- ミュージカル・音楽学科
- 実用音楽学科
- 社会体育学科
- ゴルフ指導学科
- 特殊体育教育科（師範系列）